# Бардонне
Бардонне (фр. Bardonnex) — коммуна кантона Женева в Швейцарии. Статуса города не имеет.
Находится на границе с Францией, граничит с коммунами департамента Савойя Верхняя. В Швейцарии соседствует с коммунами Перли-Серту, Труане и План-ле-Отс.